# Gyulai Ferenc (gépészmérnök)
Gyulai Ferenc (Felsőrákos, 1926. október 13. – Szeged, 2020. augusztus 13.[forrás?]) gépészmérnök, kutató, egyetemi tanár.

## Kutatási területe
Vízgépkutatás, hidrodinamika, aerodinamika, energetika.

## Életútja
Középiskolai tanulmányait Brassóban és a Székelykeresztúri Unitárius Kollégiumban végezte, a Temesvári Műegyetem gépészeti karán 1951-ben szerzett gépészmérnöki oklevelet. Ugyanitt, a közben Traian Vuiáról elnevezett politechnikai intézetben tanár; 1965 és 1972 között igazgatóként a resicai–temesvári Vízenergetikai Berendezések Tervező és Kutató Intézetét is vezette. 1972-ben doktorált, a műszaki tudományok doktora lett. 1973–76 közt a Temesvári Műszaki Főiskola Szenátusának tudományos titkára. Több mint száz kutatási témát dolgozott ki az ipar számára.

## Munkássága
Tanulmányait, szakdolgozatait hazai és külföldi szakfolyóiratok (köztük a Comunicări Ştiinţifice şi Tehnice, Studii şi Cercetări Ştiinţifice–Timişoara és Journées de l'Hydraulique) s gyűjteményes kötetek közlik. 1960-tól a New Yorkban megjelenő Applied Mechanics Reviews című folyóirat külső munkatársa volt, itt több mint 60 könyvismertetése, szemlecikke és tanulmánya jelent meg. I. Petencz és C. Ciocîrlan társszerzőkkel közösen írt Szárnylapátos szivattyúk jelleggörbéinek vizsgálata című tanulmányát a Gép című budapesti folyóirat (1963/5) közölte. Pompe, ventilatoare, compresoare c. kétkötetes egyetemi tankönyve 1980–81-ben Temesvárt jelent meg.